# Saint-Jean-des-Essartiers
Saint-Jean-des-Essartiers é uma ex-comuna francesa na região administrativa da Normandia, no departamento de Calvados. Estendeu-se por uma área de 8,33 km². Em 2010 a comuna tinha 210 habitantes (densidade: 25,2 hab./km²).
Em 1 de janeiro de 2017 foi fundida com as comunas de Sept-Vents, Dampierre e La Lande-sur-Drôme para a criação da nova comuna de Val de Drôme.